# Лейн, Джером
Джером Лейн (англ. Jerome Lane; родился 4 декабря 1966 года в Акроне, штат Огайо, США) — американский профессиональный баскетболист.

## Ранние годы
Джером Лейн родился в городе Акрон (штат Огайо), учился в Акронской школе Сент-Винсент — Сент-Мэри, в которой играл за местную баскетбольную команду. В 1985 году он принимал участие в игре McDonald’s All-American, в которой принимают участие лучшие выпускники школ США и Канады.

## Студенческая карьера
В 1988 году Лейн закончил Питтсбургский университет, где в течение трёх лет играл за команду «Питтсбург Пантерс», в которой провёл успешную карьеру, набрав в итоге 1217 очков, 970 подборов, 206 передач, 105 перехватов и 34 блок-шота, став в сезоне 1986/1987 годов лидером первого дивизиона NCAA по подборам. При Лейне «Пантерс» два раза выигрывали регулярный чемпионат конференции Big East (1987—1988), а также два раза выходили в плей-офф студенческого чемпионата США, однако дальше второго раунда не проходили (1987—1988).

## Карьера в НБА
Играл на позиции тяжёлого форварда и лёгкого форварда. В 1988 году был выбран на драфте НБА под 23-м номером командой «Денвер Наггетс». Позже выступал за команды «Индиана Пэйсерс», «Милуоки Бакс», «КБ Гранада», «Кливленд Кавальерс», «Ла-Кросс Кэтбёрдс» (КБА), «Рапид-Сити Триллерс» (КБА), «Оклахома-Сити Кавелри» (КБА), «Форум Филателико», «Кантабрия» и «Айдахо Стэмпид» (КБА). Всего в НБА провёл 5 сезонов. В 1988 году включался во 2-ю всеамериканскую сборную NCAA. Всего за карьеру в НБА сыграл 218 игр, в которых набрал 1154 очка (в среднем 5,3 за игру), сделал 1258 подборов, 322 передачи, 138 перехватов и 39 блок-шотов.

## Зарубежная карьера
После досрочного завершения профессиональной карьеры в НБА Лейн переехал в Европу, где несколько сезонов отыграл в Испании, став настоящим мастером подбора. Несмотря на свой относительно небольшой рост, чуть меньше 2 метров, в АБК играл, как правило, чистого форварда, собирая почти все отскоки противника в радиусе своего действия. Его среднестатистический показатель в данной номинации за карьеру в АБК составил 13,5 подбора в среднем за игру, а в сезоне 1997/1998 годов достиг своего максимального результата, составив 14,7 подбора в среднем за матч. За свои потрясающие показатели в данной номинации Лейн был признан лучшим подбирающим игроком в истории АБК.

## Карьера в сборной США
В 1987 году Лейн выиграл в составе сборной США серебряные медали Панамериканских игр в Индианаполисе, проиграв в финале сборной Бразилии (115—120).

## Разрушение баскетбольного щита
25 января 1988 года во время баскетбольного матча с участием студенческих команд первого дивизиона NCAA «Питтсбург Пантерс» и «Провиденс Фриарс», прямая трансляция которого шла по телевидению, Джером Лейн во время исполнения слэм-данка одной рукой после передачи Шона Миллера разбил стекло и сломал щит соперника. Зачастую такую ситуацию называют просто «Данк», саму же игру метко охарактеризовал баскетбольный аналитик Билл Рафтери, воскликнув во время матча: «Отправьте его в Джером!». Эта игра на канале ESPN вошла в список «100 величайших спортивных хроник» и была предметом многочисленных статей даже десятилетия спустя.

## Статистика

### Статистика в НБА
| Сезон                                                                                    | Команда  | Регулярный сезон | Регулярный сезон | Регулярный сезон | Регулярный сезон | Регулярный сезон | Регулярный сезон | Регулярный сезон | Регулярный сезон | Регулярный сезон | Регулярный сезон | Регулярный сезон | Серия плей-офф | Серия плей-офф | Серия плей-офф | Серия плей-офф | Серия плей-офф | Серия плей-офф | Серия плей-офф | Серия плей-офф | Серия плей-офф | Серия плей-офф | Серия плей-офф |
| Сезон                                                                                    | Команда  | GP               | GS               | MPG              | FG%              | 3P%              | FT%              | RPG              | APG              | SPG              | BPG              | PPG              | GP             | GS             | MPG            | FG%            | 3P%            | FT%            | RPG            | APG            | SPG            | BPG            | PPG            |
| ---------------------------------------------------------------------------------------- | -------- | ---------------- | ---------------- | ---------------- | ---------------- | ---------------- | ---------------- | ---------------- | ---------------- | ---------------- | ---------------- | ---------------- | -------------- | -------------- | -------------- | -------------- | -------------- | -------------- | -------------- | -------------- | -------------- | -------------- | -------------- |
| 1988/89                                                                                  | Денвер   | 54               | 1                | 10,2             | 42,6             | 0,0              | 38,4             | 3,7              | 1,1              | 0,4              | 0,1              | 4,8              | 2              | 0              | 10,5           | 28,6           | 0,0            | 100,0          | 3,0            | 1,0            | 0,0            | 0,0            | 3,0            |
| 1989/90                                                                                  | Денвер   | 67               | 46               | 14,3             | 46,9             | 0,0              | 36,7             | 5,4              | 1,6              | 0,8              | 0,3              | 5,0              | 2              | 2              | 7,0            | 0,0            | -              | 50,0           | 0,5            | 1,0            | 0,0            | 0,0            | 0,5            |
| 1990/91                                                                                  | Денвер   | 62               | 25               | 22,3             | 43,8             | 25,0             | 41,1             | 9,3              | 2,0              | 0,8              | 0,2              | 7,5              | Не участвовал  | Не участвовал  | Не участвовал  | Не участвовал  | Не участвовал  | Не участвовал  | Не участвовал  | Не участвовал  | Не участвовал  | Не участвовал  | Не участвовал  |
| 1991/92                                                                                  | Денвер   | 9                | 5                | 15,7             | 25,0             | -                | 42,1             | 4,9              | 1,4              | 0,2              | 0,1              | 3,1              | Не участвовал  | Не участвовал  | Не участвовал  | Не участвовал  | Не участвовал  | Не участвовал  | Не участвовал  | Не участвовал  | Не участвовал  | Не участвовал  | Не участвовал  |
| 1991/92                                                                                  | Индиана  | 3                | 0                | 10,0             | 60,0             | -                | 0,0              | 6,0              | 1,3              | 0,0              | 0,0              | 2,0              | Не участвовал  | Не участвовал  | Не участвовал  | Не участвовал  | Не участвовал  | Не участвовал  | Не участвовал  | Не участвовал  | Не участвовал  | Не участвовал  | Не участвовал  |
| 1991/92                                                                                  | Милуоки  | 2                | 0                | 3,0              | 100,0            | -                | 50,0             | 2,0              | 0,0              | 0,0              | 0,0              | 1,5              | Не участвовал  | Не участвовал  | Не участвовал  | Не участвовал  | Не участвовал  | Не участвовал  | Не участвовал  | Не участвовал  | Не участвовал  | Не участвовал  | Не участвовал  |
| 1992/93                                                                                  | Кливленд | 21               | 2                | 7,1              | 50,0             | -                | 25,0             | 2,5              | 0,8              | 0,6              | 0,1              | 2,8              | Не участвовал  | Не участвовал  | Не участвовал  | Не участвовал  | Не участвовал  | Не участвовал  | Не участвовал  | Не участвовал  | Не участвовал  | Не участвовал  | Не участвовал  |
|                                                                                          | Всего    | 218              | 79               | 14,7             | 44,1             | 6,3              | 37,9             | 5,8              | 1,5              | 0,6              | 0,2              | 5,3              | 4              | 2              | 8,8            | 20,0           | 0,0            | 75,0           | 1,8            | 1,0            | 0,0            | 0,0            | 1,8            |
| Наведите курсор мыши на аббревиатуры в заголовке таблицы, чтобы прочесть их расшифровку. |          |                  |                  |                  |                  |                  |                  |                  |                  |                  |                  |                  |                |                |                |                |                |                |                |                |                |                |                |